# نیپپا (تگزاس)
نیپپا (به انگلیسی: Knippa) یک منطقهٔ مسکونی در ایالات متحده آمریکا است که در شهرستان یووالد، تگزاس واقع شده‌است. نیپپا ۱۳٫۵ کیلومتر مربع مساحت و ۶۸۹ نفر جمعیت دارد و ۲۹۹ متر بالاتر از سطح دریا واقع شده‌است.